# Oberhofen im Inntal
Oberhofen im Inntal est une commune autrichienne du district d'Innsbruck-Land dans le Tyrol.

## Géographie
La commune se trouve dans la banlieue de Telfs, dans la haute vallée de l'Inn. Le sommet du Rietzer Griesskogel se trouve sur le territoire de la commune et en est le point culminant.

## Histoire
Les premières traces d'habitation du village datent d'environ 2500 av. J.-C.. Le village est mentionné pour la première fois en 799 sous le nom « Oparinhof ».
Jusqu'en 1891, la commune faisait partie de la paroisse de Pfaffenhofen, après quoi elle devient sa propre paroisse.

## Politique et administration
En 2024, le maire de la commune est Jürgen Schreier, élu en 2022 avec la liste "UNSER Oberhofen" mit Bürgermeisterkandidat JÜRGEN SCHREIER - UNO.

## Culture locale et patrimoine
Plusieurs bâtiments protégés (de) se trouvent sur le territoire de cette commune. C'est le cas de la mairie, qui se situe dans l'ancienne auberge Gasthof Rimml.